# Reinardo II di Hanau
Reinardo II di Hanau (Hanau, 1369 – Hanau, 26 giugno 1451) fu signore e conte di Hanau.

## Biografia
Reinardo II era il figlio secondogenito di Ulrico IV di Hanau, signore di Hanau, e di sua moglie, Elisabetta di Wartheim.
Data la sua condizione di figlio minore, Reinardo II venne inizialmente orientato alla carriera ecclesiastica, ottenendo un'adeguata formazione culturale frequentando dal 1387 l'Università di Bologna. Dal 1390 frequentò l'università a Heidelberg. Già nel 1375 nella casata di Hanau vigeva il privilegio della primogenitura, ovvero che il primo figlio maschio era l'unico avente diritto di sposarsi, mentre tutti gli altri erano destinati alla carriera ecclesiastica. Nel 1391, però, dato che Ulrico V non aveva ancora avuto figli maschi, venne concesso a Reinardo di sposarsi se entro 10 anni non fosse giunto un erede maschio per Ulrico V. Il termine scadé nel 1401. Durante questo periodo egli fece un contratto preventivo col fratello che gli garantì 400 fiorini annui come mantenimento, oltre a quote di proprietà dei feudi di Hanau, Partenstein, Rieneck, Bieber e Haßlau.

### La cospirazione ed il colpo di Stato
La situazione della contea sotto il governo di Ulrico V, ad ogni modo, non era delle più floride e Reinardo, in previsione del suo futuro governo dello stato, si trovava contrariato in molte delle scelte che il fratello stava portando avanti, in particolare nell'ostinazione portata contro l'alleanza con il vicino e potente arcivescovo di Magonza (di cui i tre fratelli erano pronipoti) che molto avrebbe potuto favorire la piccola contea.
Egli, col fratello Giovanni, iniziò perciò dal 1395 una fitta campagna di opposizione al fratello ed iniziarono ad intessere dei legami con il prozio arcivescovo per etronizzare il fratello. Gradualmente, Ulrico V perse gran parte del proprio potere a favore di Reinardo e di Giovanni, a tal punto che venne costretto ad abdicare in loro favore il 26 novembre 1404.
Reinardo II ottenne così il titolo di signore di Hanau, carica che condivise con il fratello Giovanni che l'aveva aiutato in questo scopo sino alla morte di quest'ultimo nel 1411 per poi regnare da solo. Per la sua mediazione nella cospirazione, ad ogni modo, l'arcivescovo Giovanni di Nassau-Wiesbaden-Idstein di Magonza, avrà sempre un ruolo preponderante negli affari di stato e Reinardo II potrà prendere il totale controllo delle sue terre solo dopo la morte di questi nel 1419.

### L'elevazione a conte
Uno degli eventi eccezionali che contraddistinsero il regno di Reinardo II fu l'elevazione a conte che gli conferì l'Imperatore Sigismondo l'11 dicembre del 1429.
La sua persona era già in precedenza degnamente inserita negli ambienti di governo del Sacro Romano Impero in quanto nel 1411 lo troviamo tra i firmatari per l'elezione dell'Imperatore Sigismondo a re dei Romani e nuovamente egli preferì favorire gli Asburgo votando per Alberto II nel 1438 e Federico III nel 1442. Nel 1401, lui e suo fratello Giovanni presero parte ad una spedizione a Roma e nel 1414 Reinardo prese parte al Concilio di Costanza.
Reinardo II venne coinvolto anche numerose volte nelle faide della nobiltà locale, dalle quali sovente venne ottenne delle espansioni territoriali come nel 1434 quando ottenne il feudo di Bornheimerberg o l'anno successivo quando acquisì metà del feudo di Gelnhausen (l'altra metà era di possedimento del Palatinato). Nel 1446 ottenne in eredità Falkensteiner. Nel contempo anche la città di Hanau, capitale del suo stato, era in continua crescita con la costruzione di un ospedale e l'ampliamento in stile tardo gotico della chiesa di Santa Maria che raggiunse con il suo impulso le tre navate attuali.
Il suo regno fu sostanzialmente caratterizzato da una ripresa della contea in molti settori, a partire da quello economico, oltre a riforme a livello di amministrazione e di magistratura, oltre ad incoraggiare l'istruzione che condussero lo stato dal medioevo all'epoca moderna.

### La morte
Reinardo II morì il 26 giugno 1451 e venne sepolto nella chiesa di Santa Maria di Hanau, primo della sua famiglia ad esservi inumato e nella chiesa ancora oggi si trova la sua pietra tombale. In precedenza tutti i suoi antenati erano stati sepolti presso il monastero di Arnsburg.

## Matrimonio e figli
Reinardo II sposò il 18 gennaio 1407 con Caterina di Nassau-Beilstein (m. 6 settembre 1459). Da questo matrimonio nacquero i seguenti eredi:
- Caterina (1408-1460), sposò in prime nozze nel 1421 il conte Tommaso II di Rieneck (prima del 1408-1431) ed in seconde nozze sposò nel 1432/34 il conte Guglielmo II di Henneberg-Schleusingen (1415-1444, morto in un incidente di caccia)
- Anna (15 giugno 1409 - ?), dopo il 1439 fu badessa del monastero di Patershausen
- Margherita (1411-1441), sposò nel 1440 Goffredo VIII di Eppstein († 1466)
- Reinardo III (1412-1452), erede del trono paterno
- Elisabetta (1416-1446), sposò il 4 maggio 1432 con Giovanni IV di Dhaun (1422-1476)
- Filippo I il Vecchio (1417-1480), fondatore della linea di Hanau-Lichtenberg